# Yuji Sakuda
Yuji Sakuda (作田 裕次 Sakuda Yuji?), född 4 december 1987 i Ishikawa prefektur, är en japansk fotbollsspelare.
Sakuda började sin karriär 2010 i Mito HollyHock. Han spelade 36 ligamatcher för klubben. Efter Mito HollyHock spelade han för Oita Trinita och Montedio Yamagata. 2014 flyttade han till Zweigen Kanazawa.